# Canton de Branne
Le canton de Branne est une ancienne division administrative française du département de la Gironde en région Aquitaine. Située dans l'arrondissement de Libourne, elle tient lieu, jusqu'au redécoupage cantonal de 2014, de circonscription d'élection des anciens conseillers généraux.

## Histoire
Le canton de Branne est créé en 1790, en même temps qu'un grand nombre d'autres cantons français.
De 1833 à 1848, les cantons de Branne et de Castillon-sur-Dordogne (Castillon-la-Bataille) avaient le même conseiller général. Le nombre de conseillers généraux par département ne pouvait pas dépasser 30.
Depuis le redécoupage de 2014 applicable lors des élections départementales de mars 2015, les communes du canton de Branne sont fusionnées avec celles des anciens cantons de Pujols et de Castillon-la-Bataille et avec les deux communes de Génissac et Moulon de l'ancien canton de Libourne pour former le nouveau canton des Coteaux de Dordogne,.

## Géographie
Cet ancien canton situé dans la région naturelle de l'Entre-deux-Mers était organisé autour de Branne. Son altitude variait de 2 m (Branne) à 114 m (Camiac-et-Saint-Denis) pour une altitude moyenne de 52 m.

## Composition
L'ancien canton de Branne, situé dans l'arrondissement de Libourne, regroupait dix-neuf communes.
| Nom                    | Code Insee | Intercommunalité    | Population (dernière pop. légale) |
| ---------------------- | ---------- | ------------------- | --------------------------------- |
| Branne (chef-lieu)     | 33071      | CC Castillon-Pujols | 1 292 (2014)                      |
| Baron                  | 33028      | CC du Créonnais     | 1 154 (2014)                      |
| Cabara                 | 33078      | CC Castillon-Pujols | 500 (2014)                        |
| Camiac-et-Saint-Denis  | 33086      | CC du Créonnais     | 365 (2014)                        |
| Daignac                | 33147      | CA du Libournais    | 485 (2014)                        |
| Dardenac               | 33148      | CA du Libournais    | 86 (2014)                         |
| Espiet                 | 33157      | CA du Libournais    | 754 (2014)                        |
| Génissac               | 33185      | CA du Libournais    | 1 915 (2014)                      |
| Grézillac              | 33194      | CC Castillon-Pujols | 699 (2014)                        |
| Guillac                | 33196      | CC Castillon-Pujols | 171 (2014)                        |
| Jugazan                | 33209      | CC Castillon-Pujols | 289 (2014)                        |
| Lugaignac              | 33257      | CC Castillon-Pujols | 445 (2014)                        |
| Moulon                 | 33298      | CA du Libournais    | 988 (2014)                        |
| Naujan-et-Postiac      | 33301      | CC Castillon-Pujols | 553 (2014)                        |
| Nérigean               | 33303      | CA du Libournais    | 839 (2014)                        |
| Saint-Aubin-de-Branne  | 33375      | CC Castillon-Pujols | 353 (2014)                        |
| Saint-Germain-du-Puch  | 33413      | CA du Libournais    | 2 145 (2014)                      |
| Saint-Quentin-de-Baron | 33466      | CA du Libournais    | 2 228 (2014)                      |
| Tizac-de-Curton        | 33531      | CA du Libournais    | 306 (2014)                        |

## Démographie
| 1962  | 1968  | 1975  | 1982   | 1990   | 1999   | 2006   | 2011   | 2012   |
| ----- | ----- | ----- | ------ | ------ | ------ | ------ | ------ | ------ |
| 9 630 | 9 514 | 9 405 | 10 409 | 11 246 | 11 834 | 13 161 | 15 028 | 15 192 |

## Représentation

### Conseillers généraux de 1833 à 2015
| Période | Période          | Identité                                                           | Étiquette           | Qualité |
| ------- | ---------------- | ------------------------------------------------------------------ | ------------------- | --- |
| 1833    | 1837 (décès)     | Baron puis Vicomte Jacques Joseph Marie de Puthod                  | Droite              | Général de brigade, Lieutenant-général des armées Propriétaire aux Salles-de-Castillon                                         |
| 1837    | 1848             | André Feuilhade-Chauvin                                            | Droite              | Procureur général près la Cour royale de Lyon puis de Bordeaux Propriétaire du château des Tours à Montagne Député (1842-1849) |
| 1848    | 1852             | Jean Éloi Vertille de Richemont                                    | Droite              | Ancien officier, propriétaire à Nérigean                                                                                       |
| 1852    | 1859 (décès)     | Jean David                                                         | Ind.                | Propriétaire à Galgon Avocat, maire de Libourne (1832-1848), député (1852-1857)                                                |
| 1859    | 1870             | Émile Elliès                                                       |                     | Propriétaire à Moulon |
| 1870    | 1871             | Toussaint Lemercier de Maisoncelle Vertille Saint-Cyr de Richemont |                     | Propriétaire à Nérigean |
| 1871    | 1883             | Gustave Chicou-Lamy                                                | Droite bonapartiste | Professeur de droit, propriétaire à Moulon                                                                                     |
| 1883    | 1889             | Alfred Esquissaud                                                  | Droite bonapartiste | Notaire, maire de Branne |
| 1889    | 1907             | Jean Rivière                                                       | Républicain         | Propriétaire à Saint-Germain-du-Puch                                                                                           |
| 1907    | 1922 (démission) | Gaston Antoine                                                     | Républicain         | Propriétaire et médecin à Branne Démissionne pour raisons de santé                                                             |
| 1922    | 1931             | Maurice Jean Large                                                 | Rad.                | Propriétaire-exploitant maire de Guillac                                                                                       |
| 1931    | 1940             | Jean-Emmanuel Roy                                                  | Rad.                | Propriétaire-viticulteur Maire de Naujan-et-Postiac, conseiller d'arrondissement Député (1932-1942)                            |
|         |                  |                                                                    |                     | |
| 1943    | 1945             | Henri Chausserie-Laprée                                            | ?                   | Receveur chef de l'enregistrement Maire de Branne Nommé conseiller départemental en 1943                                       |
|         |                  |                                                                    |                     | |
| 1945    | 1962 (décès)     | Jean-Emmanuel Roy                                                  | Rad.                | Propriétaire-viticulteur Maire de Naujan-et-Postiac                                                                            |
| 1962    | 1973             | Yves Chatelard (gendre du précédent)                               | CD                  | Propriétaire à Naujan-et-Postiac                                                                                               |
| 1973    | 1998             | Jean-Paul Fossat                                                   | PS                  | Exploitant agricole Maire de Nérigean (1977-2008), député suppléant de Pierre Lagorce (1981-1986)                              |
| 1998    | 2015             | Christian Mur                                                      | PS                  | Entrepreneur Maire de Saint-Quentin-de-Baron (1977-2014)                                                                       |

### Conseillers d'arrondissement (de 1833 à 1940)
| Période                                  | Période | Identité                  | Étiquette           | Qualité |
| ---------------------------------------- | ------- | ------------------------- | ------------------- | --- |
| 1833                                     | 1839    | Jean Marcelin Chicou-Lamy |                     | Propriétaire à Grézillac                                                                                    |
| 1839                                     | 1848    | Edmond Dufaure            |                     | Médecin à Nérigean, maire de Baron                                                                          |
|                                          |         |                           |                     | |
| 1874                                     |         | M. Rivière                |                     | |
|                                          | 1880    | M. Goyneau                | Droite bonapartiste | Banquier à Branne                                                                                           |
| 1880                                     | 1886    | G. Debotas                | Républicain         | |
| 1886                                     | 1892    | M. Miailhe                | Bonapartiste        | |
| 1892                                     | 1910    | Laurent-Théodore Barron   | Républicain         | Maire de Génissac                                                                                           |
| 1910                                     | 1922    | M. Brun                   |                     | |
| 1922                                     | 1931    | Jean-Emmanuel Roy         | Rad.                | Propriétaire-viticulteur, maire de Naujan-et-Postiac                                                        |
| 1931                                     | 1940    | M. Crémier                | Rad. puis SFIO      | |
| 1940                                     |         |                           |                     | Les conseils d'arrondissement ont été suspendus par la loi du 12 octobre 1940 et n'ont jamais été réactivés |
| Les données manquantes sont à compléter. |         |                           |                     | |